# Alina Paix
Alina Ivànivna Paix (en ucraïnès: Аліна Іванівна Паш; Búixtino, Transcarpàcia, 6 de maig de 1993) és una cantant i rapera ucraïnesa. Es va revelar el 2015 durant la sisena temporada de l'edició ucraïnesa de The X Factor.
Amb tot va ser amb la seva primera cançó "Bitanga", el 2018, que es féu famosa a l'escena musical ucraïnesa amb un univers peculiar que barreja les tradicions locals i ucraïneses amb ritmes hip-hop i electro.

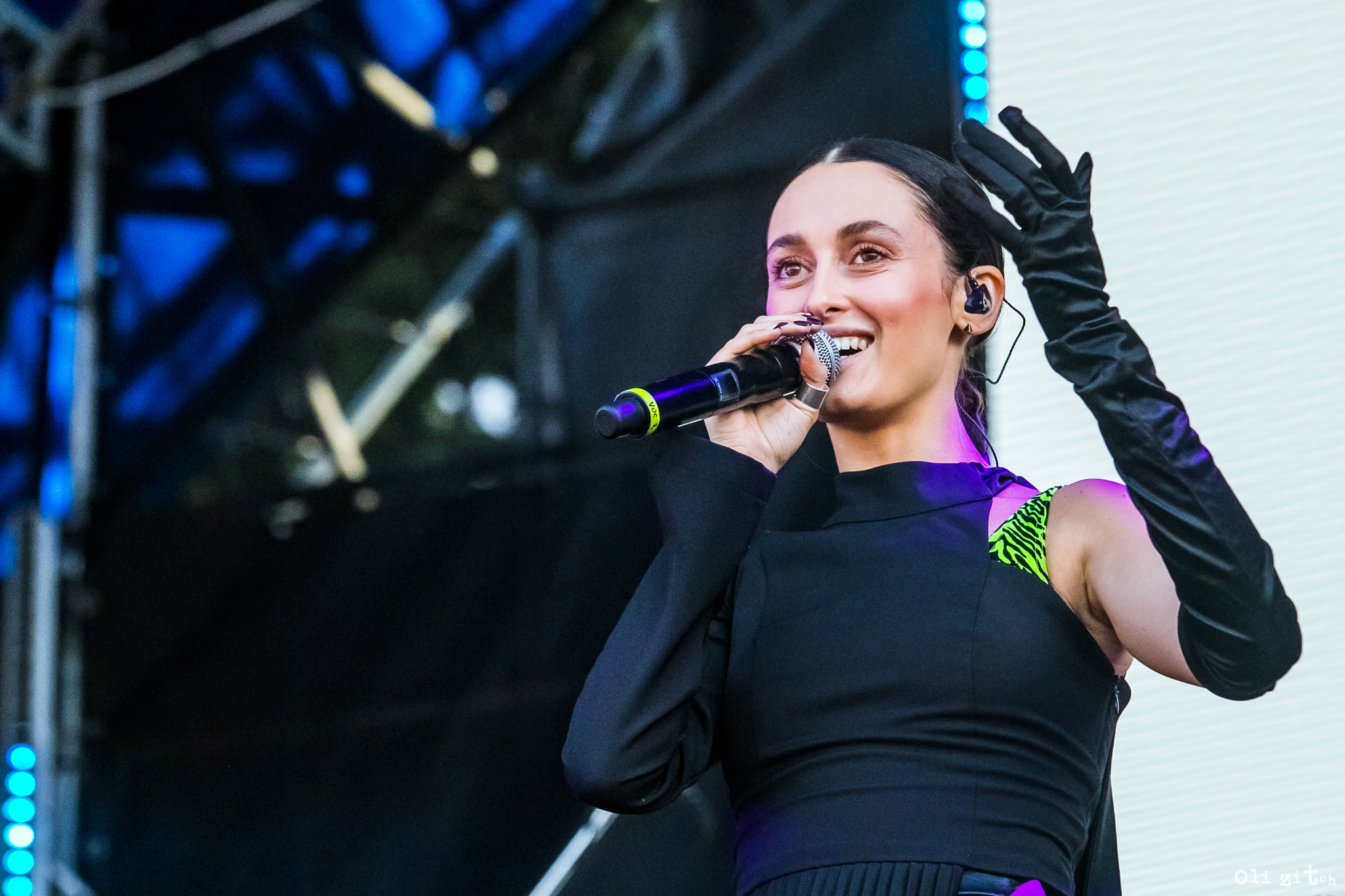
Alina Pash a l'Atlas Weekend el 2019

El 20 de gener del 2022 va rebre, juntament amb altres joves artistes europeus, el Music Moves Europe Award, un premi que atorga la Unió Europea als músics que "presenten els sons d'avui i de demà".
El mateix any, va guanyar el Vidbir amb la cançó "Тіні забутих предків/Shadows of Forgotten Ancestors", que va fer d'ella la representant d'Ucraïna al Festival de la Cançó d'Eurovisió 2022. Nogensmenys, al cap de pocs dies, el 16 de febrer, va anunciar que es retirava a conseqüència de diverses polèmiques, amplificades per les xarxes socials, degudes per una banda al mode d'elecció poc transparent, per unes fotos amb jaqueta de colors semblants a la bandera russa però sobretot pel fet que hauria anat el 2015 a Crimea passant per Rússia després de l'annexió de la península per les tropes russes, cosa vedada pel govern ucraïnès. Després va presentar uns documents aparentment falsificats per dir que havia entrat des d'Ucraïna però els serveis fronterers ho desmenteixen i diuen que els documents semblen ser falsificats.

## Discografia
- Pintea: Gory (2019)
- Pintea: Misto (2019)
- розМова (2021)